# Anisodes centrata
Anisodes centrata är en fjärilsart som beskrevs av Paul Dognin 1910. Anisodes centrata ingår i släktet Anisodes och familjen mätare. Inga underarter finns listade i Catalogue of Life.